# Patrik Divkovič
Patrik Divkovič (4 de junio de 1999) es un deportista esloveno que compite en taekwondo.
En los Juegos Europeos de Cracovia 2023 consiguió una medalla de plata en la categoría de –87 kg. Ganó una medalla de bronce en el Campeonato Europeo de Taekwondo de 2022, en la misma categoría.

## Palmarés internacional
| Juegos Europeos    | Juegos Europeos          | Juegos Europeos   | Juegos Europeos |
| Año                | Lugar                    | Medalla           | Categoría       |
| ------------------ | ------------------------ | ----------------- | --------------- |
| 2023               | Krynica-Zdrój (Polonia)  | Medalla de plata  | –87 kg          |
| Campeonato Europeo |                          |                   |                 |
| Año                | Lugar                    | Medalla           | Categoría       |
| 2022               | Mánchester (Reino Unido) | Medalla de bronce | –87 kg          |